# Neoplan N 4016

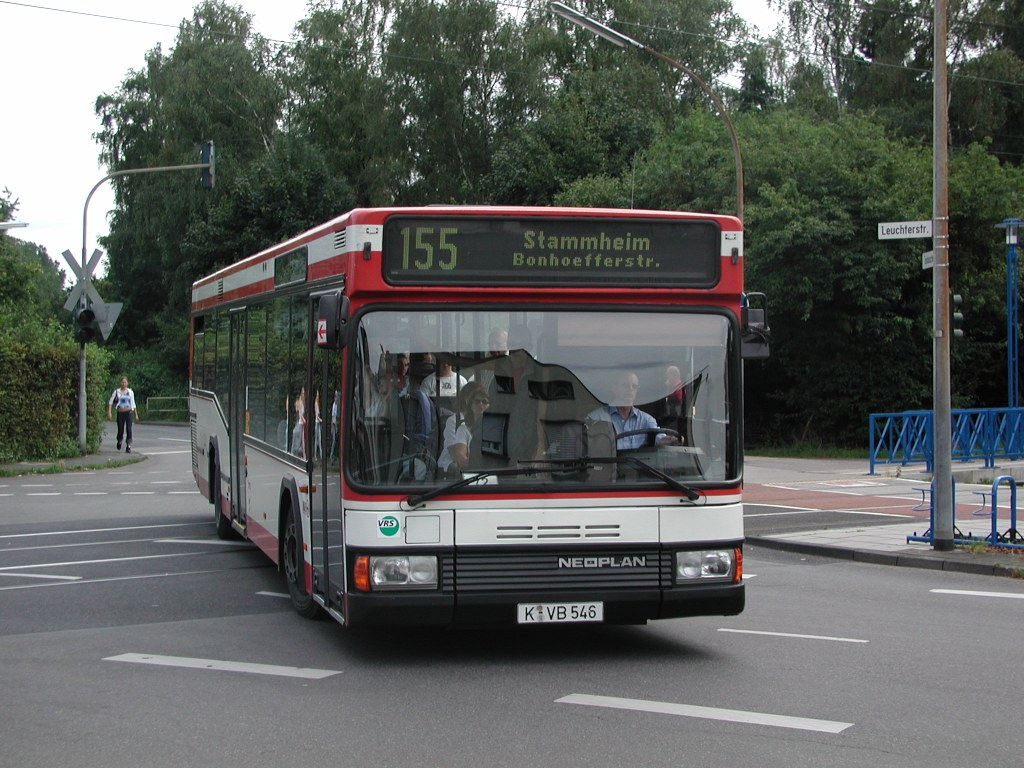
Neoplan N4014NF der Kölner Verkehrs-Betriebe

Der Neoplan N 4016 ist ein Niederflur-Linienbus-Modell des Herstellers Gottlob Auwärter GmbH & Co. und Nachfolger des Neoplan N 416 SL. Er wurde zunächst im Werk Stuttgart, später auch in Polen gebaut. 
Der Linienbus wurde mit Vorder- und Mitteltür geliefert, auch eine zusätzliche Tür hinter der Hinterachse war möglich. Auch als Rechtslenker für Länder mit Linksverkehr wurde das Modell gefertigt, für britische Verkehrsbetriebe auch mit der dort üblichen Ausführung nur mit Vordertür und mit einer Notausstiegstür rechts hinter der Hinterachse. 
Neben der Gelenkbus-Version N 4021 gab auch Midibus-Versionen des Baumusters in drei verschiedenen Längen: Neoplan N 4009, N 4010 und N 4011.
Der Neoplan N 4016 wurde 1989 mit einer einheitlichen hohen Fensterkante gebaut, Tür 1 und Tür 2 waren komplett stufenlos und die Sitze waren alle auf Podesten angeordnet. Ab 1989/90 baute Neoplan seine Niederflurbusse mit heruntergezogener Fensterkante zwischen Tür 1 und Tür 2. In diesem Bereich waren die Sitze nun nicht mehr auf Podesten angeordnet. Diese wurden nicht nur als N 4016, sondern auch als N 4014 bezeichnet. Ab 1994 bekam der Neoplan N 4016/4014 ein Facelift und 1999 wurde die Produktion des N 4016/4014 eingestellt, es folgte der Neoplan N 4416.

## Low-Entry-Ausführung N 4015
Mit einem Fahrwerk von Scania L113 CLL (Scania FlexCi) stellte Auwärter einen Low-Entry-Bus her, der nur im vorderen Bereich einen niederflurigen Fußboden von 340 mm aufwies, zwei Stufen vor der Hinterachse führten zum weiter ansteigenden Boden bis über den Dieselmotor, der im Heck untergebracht war. Durch Kneeling ließ sich die Einstiegshöhe um 120 mm absenken. Das Fahrzeug hatte eine Länge von 11.985 mm, die Breite des Wagenkastens betrug 2.500 mm, die Höhe lag mit der Bereifung von 295/88 R 2205 bei 3.020 mm. Es waren verschiedene Dieselmotoren von Scania lieferbar: drei Motoren (162 kW / 220 PS, 172 kW / 234 PS, 235 kW / 320 PS) nach der Abgasnorm Euro I und ein Euro-II-Motor (191 kW / 260 PS).